# John C. Pierrakos
John C. Pierrakos (ur. 8 lutego 1921, zm. 1 lutego 2001) – amerykański psychiatra i psychoterapeuta, współtwórca Analizy Bioenergetycznej oraz twórca modelu Core Energetics.

## Życiorys
Urodził się w miejscowości Neon Oitylon w Grecji. W 1939 roku wyemigrował do Stanów Zjednoczonych i osiedlił się w Nowym Jorku. Prawie natychmiast rozpoczął studia medyczne na Uniwersytecie Columbia.
W drugiej połowie lat 40. XX wieku ukończył studia ze specjalizacją w psychiatrii i przez kilka kolejnych lat pracował jako psychiatra w jednym z nowojorskich szpitali.
Mniej więcej w tym samym czasie nawiązał kontakt z uczniem Zygmunta Freuda – Wilhelmem Reichem, którego pracą był zafascynowany. Reich – twórca analizy charakterologicznej, jako pierwszy przedstawił koncept „energii życiowej” w kontekście biologii ludzkiej i mówił o emocjach zablokowanych w mięśniach.
W latach 50. XX wieku John Pierrakos we współpracy z innym, byłym uczniem Reicha – Alexandrem Lowenem, opracowali techniki pracy z ciałem, które miały na celu przywrócenie mięśniom naturalnej elastyczności, co zgodnie z założeniami teorii Reicha miało prowadzić do balansu psychicznego. Wykreowaną przez siebie metodę nazwali Analizą Bioenergetyczną albo popularnie – Bioenergetyką. W 1956 roku założyli pierwszy Instytut Analizy Bioenergetycznej w Nowym Jorku. Praca Reicha ukazująca zależność pomiędzy pancerzem mięśniowym a osobowością neurotyczną była ich inspiracją i służyła za podstawę dla ich konceptów.
W drugiej połowie lat 60. XX wieku John Pierrakos spotkał swoją późniejszą żonę – Ewę Broch, która stworzyła metodę samorozwoju – Pathwork, opierającą się na całościowym widzeniu człowieka, łącząc duchowość z psychologią. Koncept ten wywarł na Pierrakosie ogromne wrażenie, uznał, że duchowość to brakujące ogniwo w jego pracy z Lowenem. Ewa Broch-Pierrakos i John Pierrakos wzięli ślub w 1972 roku.
W 1974 roku Pierrakos zaprzestał swojej współpracy z Aleksandrem Lowenem i zapoczątkował ewolucyjny model terapii integrujący aspekt duchowy z psychodynamiką (ciało, emocje, myśli, wolę i duchowość), który nazwał Core Energetics. 
Po śmierci Ewy, w 1979 roku, John Pierrakos założył Instytut Core Energetics w Nowym Jorku i skoncentrował się na szkoleniu terapeutów. Pracował z ludźmi na całym świecie prowadząc wykłady, warsztaty i szkolenia. Zmarł 1 lutego 2001 roku. 
Obecnie Core Energetics jest wykładana i praktykowana na całym świecie. Instytuty i ośrodki Core Energetics funkcjonują w Stanach Zjednoczonych (Nowy Jork, California, Georgia, New Hampshire), Kanadzie, Meksyku, Brazylii, Holandii, Niemczech, Szwajcarii, Włoszech, Grecji, Australii, Wielkiej Brytanii a także w Polsce.

## Dzieła
- Pierrakos, John C., Core Energetics: Developing the Capacity to Love and Heal, LifeRhythm, Mendocino, California, 1973
- Pierrakos, John C., Eros, Love & Sexuality: The Forces That Unify Man & Woman, LifeRhythm, Mendocino, California, 1997